# Salah Bouchaour
Salah Bouchaour (em árabe: صالح بو الشعور) é uma comuna localizada na província de Skikda, Argélia. De acordo com o censo de 2008, a população total da cidade era de 29 764 habitantes.